# Yatağan (Muğla)

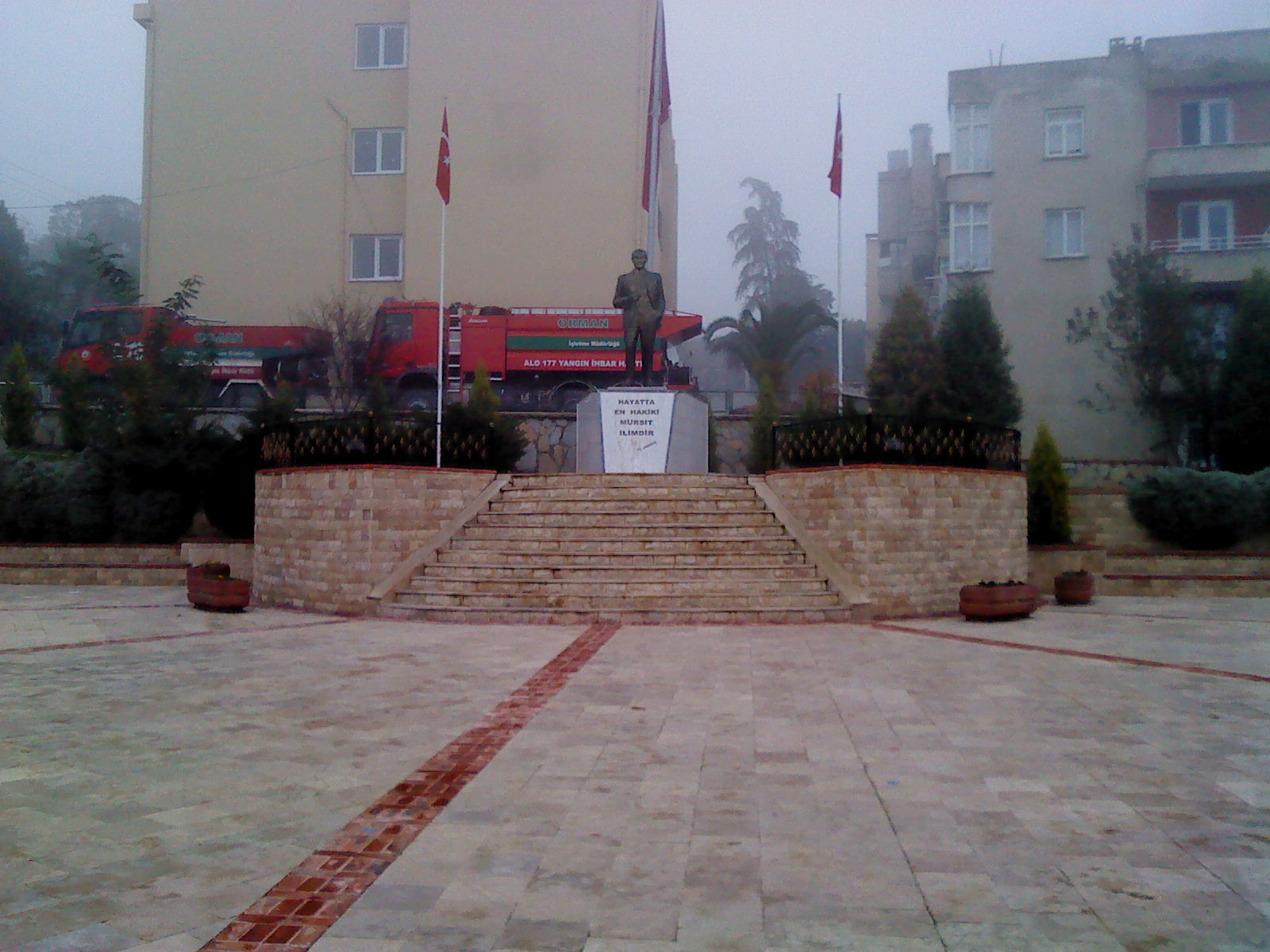
Yatağan PLatz

Yatağan ist eine Stadtgemeinde (Belediye) im gleichnamigen Ilçe (Landkreis) der Provinz Muğla in der türkischen Ägäisregion und gleichzeitig ein Stadtbezirk der 2012 gebildeten Büyükşehir belediyesi Muğla (Großstadtgemeinde/Metropolprovinz). Seit der Gebietsreform ab 2013 ist die Gemeinde flächen- und einwohnermäßig identisch mit dem Landkreis.
Der Landkreis liegt im Norden der Provinz und grenzt im Norden an die Aydin. Im Westen ist Milas, im Süden Menteşe und im Osten ist Kavaklıdere der Nachbarkreis/Stadtbezirk. 
Yatağan hieß bis zur Gründung des Kreises (bzw. Kaza als Vorläufer) Ahiköy und bekam auch im gleichen Jahr den Status als Belediye (Gemeinde), erkenntlich am grünen Stadtlogo. Als eigenständiger Kreis entstand Yatağan 1944 durch das Gesetz Nr. 4642. Er hatte zur Volkszählung 1945 26.305 Einwohner in 48 Dörfern, aufgeteilt auf drei Bucaks: Merkez (zentraler) Bucak (26), Kavaklıdere Bucak (13) und Turgut Bucak (9). Der Verwaltungssitz (Şehir) wurde von 2.194 Menschen bewohnt.
(Bis) Ende 2012 bestand der Landkreis neben der Kreisstadt aus fünf Stadtgemeinden (Belediye) Bencik, Bozarmut, Bozüyük, Turgut und Yeşilbağcılar sowie 39 Dörfern (Köy), die während der Verwaltungsreform 2013/2014 in Mahalle (Stadtviertel/Ortsteile) überführt wurden. Die sechs existierenden Mahalle der Kreisstadt blieben erhalten, während die 15 Mahalle der obgenannten fünf Belediye vereint und zu je einem Mahalle reduziert wurden. Durch die Herabstufung dieser Belediye und der Dörfer zu Mahalle stieg deren Zahl auf 50 an. Ihnen steht ein Muhtar als oberster Beamter vor.
Ende 2020 lebten durchschnittlich 903 Menschen in jedem Mahalle, 6.085 Einw. im bevölkerungsreichsten (Yeni Mah.).